# WeiweiCam
WeiweiCam ist ein Selbstüberwachungsprojekt des chinesischen Künstlers Ai Weiwei, das am 3. April 2012, ein Jahr nach seiner Verhaftung durch die chinesischen Behörden am Flughafen Peking, online ging.
Als Ai im Juni 2011 nach 81 Tagen aus der Haft entlassen wurde, bekam er die Auflage, Peking nicht zu verlassen. Außerdem wurde er mithilfe von 15 Kameras, die rund um sein Haus angebracht sind, 24 Stunden am Tag überwacht. Dies macht sein Haus, nach Aussage des Künstlers, zum bestbewachten Ort der Stadt. Ai installierte daraufhin selbst vier Kameras direkt in seinem Haus: eine in seinem Schlafzimmer, eine im Garten und zwei in seinem Büro. Die Live-Bilder stellte er auf seiner Internetseite der Weltöffentlichkeit zur Verfügung. Allerdings zwangen ihn die Behörden die Website nach 46 Stunden wieder offline zu stellen. Während dieser Zeit besuchten mehr als 5,2 Millionen Internetnutzer die Seite.
Ai betrachtet seine Entscheidung, sich selbst zu überwachen, als einen symbolischen Weg die Transparenz staatlichen Handels in China zu erhöhen.
Im Jahr 2012 war WeiweiCam in What We Watch zu sehen, einer Ausstellung über Internetkunst und Überwachung in der COFAspace Gallery, UNSW College of Fine Arts.
Bis zum 30. Juni 2013 wurde das Projekt WeiweiCam im Rahmen der Ausstellung Freiheit! im Kunstpalais Erlangen gezeigt. Zusätzlich konnten die Besucher über Twitter direkt Kontakt mit dem Künstler aufnehmen.
Im Rahmen des Festivals NEUE WELTEN – Asia meets Europe meets Asia zeigte das Musikforum Viktring-Klagenfurt in Kooperation mit dem Kulturmanager Manfred Paul Westphal die Internetinstallation WeiweiCam in der Zeit vom 13. bis 28. Juli 2013. Zusätzlich zur Präsentation von WeiweiCam wurden in der Musikforum Ausstellung zwei Singles aus Ai Weiweis neuen Video Musikalbum The Devine Comedy exklusiv im Juli 2013 gezeigt. Die in Klagenfurt gezeigten Musikvideos Dumbass und Laoma Tihua reflektieren persönliche Erlebnisse in  seiner Gefangenschaft und seines Kampfes für Freiheit und Gerechtigkeit.